# Mammillaria discolor
Mammillaria discolor es una especie perteneciente a la familia Cactaceae. Es originaria de México.

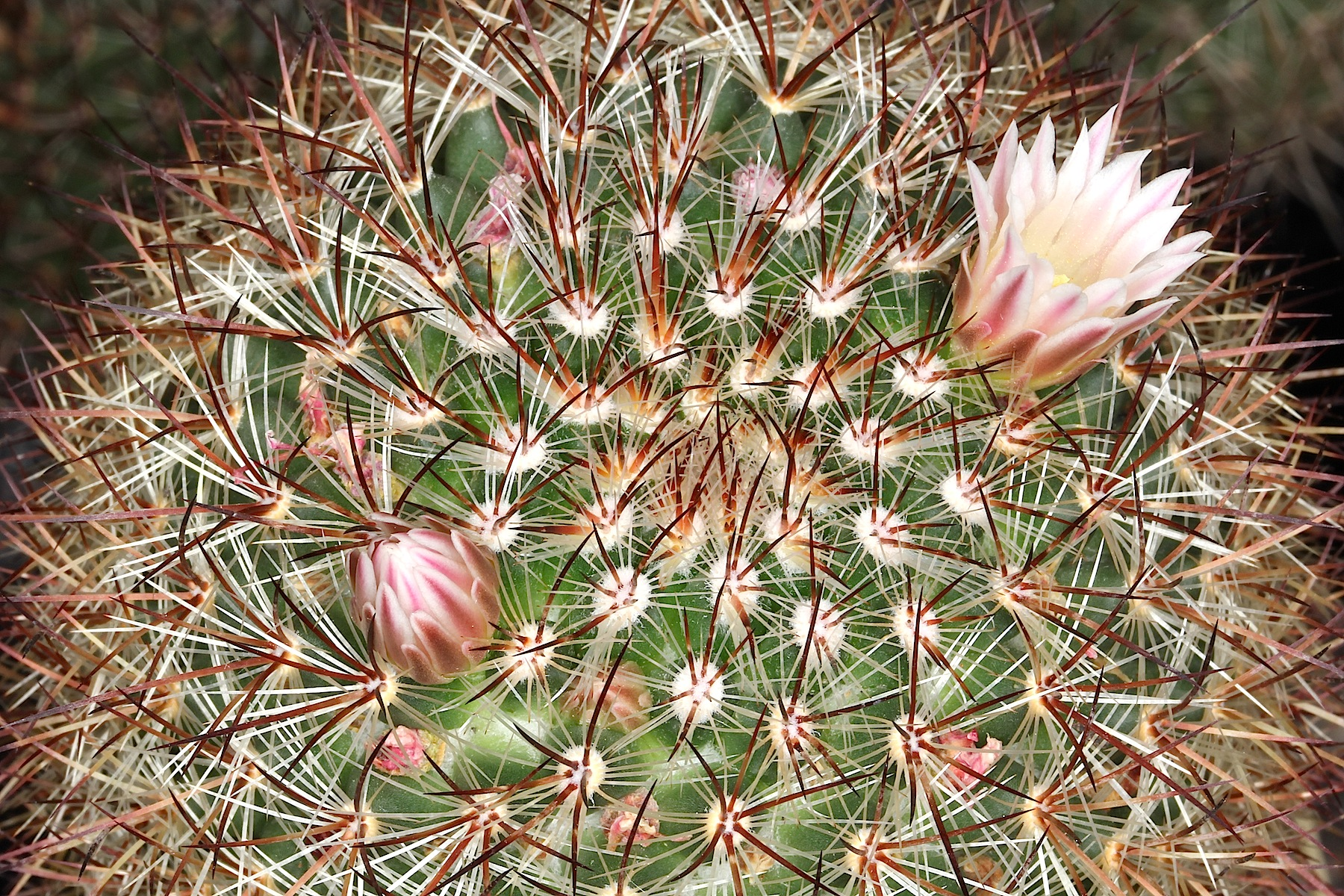
Vista de la planta

## Descripción
Mammillaria discolor es una especie de planta suculenta que crece solitaria. 
Con tallos esféricos, azules y verdes y una corona. Alcanza un tamaño de 3 a 4,5 centímetros de diámetro y 6-11 centímetros de diámetro. Las areolas con forma de huevo o cónicas  no contienen látex. Tiene 4-7 espinas centrales de color marrón oscuro, duras, rectas y aciculares, de 1 a 1,2 milímetros de largo. Las espinas radiales son 10-28 de color blanco o ligeramente amarillo, y de largo de 8 a 9 milímetros. Las flores con forma de embudo, no se abren y son de color blanco con una franja central de color rosa, de 2 a 2,7 cm de largo y con un diámetro de 1,2 a 1,6 centímetros. Los frutos son de color blanco verdoso con una base de color rosa y marrón y contienen las semillas.

## Distribución
Mammillaria discolor se encuentra en los estados mexicanos de Oaxaca, México, Hidalgo, Veracruz y Puebla.

## Taxonomía
Mammillaria discolor fue descrita por Adrian Hardy Haworth y publicado en Synopsis plantarum succulentarum ... 177, en el año 1812.
Etimología
Mammillaria: nombre genérico que fue descrita por vez primera por Carolus Linnaeus como Cactus mammillaris en 1753, nombre derivado del latín mammilla = tubérculo, en alusión a los tubérculos que son una de las características del género.
discolor: epíteto latíno que significa "de colores".
Sinonimia
- Neomammillaria discolor
- Chilita discolor
- Neomammillaria ochoterenae
- Mammillaria ochoterenae
- Neomammillaria schmollii
- Mammillaria schmollii
- Mammillaria esperanzaensis
- Mammillaria pachyrhiza[3]